# Anne Bracegirdle
Anne Bracegirdle (née vers 1671 et morte le 12 septembre 1748) est une actrice et chanteuse d'opéra anglaise.

## Biographie
L'enfance d'Anne Bracegirdle est mal connue. Sa date de naissance fait l'objet de débats, en raison de contradictions dans les récits qui la concernent. Elle fut baptisée à Northampton le 15 novembre 1671, bien que sa tombe indique son décès à l'âge de 85 ans, ce qui laisse supposer qu'elle serait née vers 1663. 
Elle est vraisemblablement élevée par les acteurs Thomas et Mary Betterton dès son plus jeune âge, et on pense qu'elle est la « petite fille » dont il est plusieurs fois question sur les affiches d'avant 1688 pour la Duke's Company, dont Thomas Betterton est la vedette. Le nom de Bracegirdle apparaît pour la première fois sous la plume du Lord Chamberlain en 1688 en tant que membre de la United Company (avec laquelle la Duke's Company avait alors fusionné), et on connait quelques-uns de ses rôles dans les années qui suivent grâce à des listes manuscrites de distribution de rôles. Elle est Semernia dans The Widow Ranter d'Aphra Behn en 1689, type de rôle masculin auquel elle revient souvent, et en 1690 tient des rôles tels que Lady Anne dans Richard III de Shakespeare ou Desdémone dans Othello. Elle compte bientôt parmi les acteurs principaux de la compagnie, et devient la coqueluche du public si l'on en juge par le nombre de prologues et d'épilogues qui lui sont réservés.
Colley Cibber décrit Bracegirdle dans son autobiographie telle qu'elle lui apparait en 1690, date à laquelle il rejoint la compagnie du Théâtre Royal de Drury Lane:

« Elle n'avait pas d'autre prétention à la beauté que n'en peut avoir la plus désirable des brunes. Mais sa jeunesse et sa vivacité jetaient un tel éclat de santé et de gaité, que, parmi les spectateurs que l'âge n'avaient point rendus indifférents, rares étaient ceux qui pouvaient la contempler sur scène sans éprouver du désir. C'était même une mode parmi les galants et les jeunes d'afficher pour Mrs. Bracegirdle une inclination ou un tendre…. Dans tous les rôles principaux qu'elle interprétait, le Désirable l'emportait tellement, qu'aucun juge ne pouvait être assez froid pour supposer que son charme pût provenir d'une quelconque autre excellence. »

Cibber est ébloui. Il décrit sa plus haute ambition d'acteur (qu'il ne devait jamais réaliser) comme de « tenir le rôle de l'amant auprès de Mrs. Bracegirdle ». En 1692, le « Tendre » éprouvé à la fois par le capitaine Richard Hill et l'acteur William Mountfort est à l'origine d'une célèbre tragédie. Hill, jaloux, accompagné d'une bande de gros bras commandés par le tristement célèbre Charles Mohun, 4e baron Mohun, tente d'enlever Anne et assassine Mountfort, son amant présumé, dans la rue. Hill échappe à la justice, tandis que Mohun, jugé par la Chambre des lords, est acquitté. L'un et l'autre meurent de mort violente des années plus tard.
En 1694 le talent de comédienne d'Anne Bracegirdle arrive à son zénith et est pleinement reconnu. Le dramaturge William Congreve, parmi d'autres, écrit des rôles à son intention. Elle tient souvent le rôle comique dans un tandem tragi-comique avec l'actrice Elizabeth Barry, contrebalançant les héroïnes souffrantes et passives de cette dernière en campant des jeunes femmes vives, décidées, indépendantes et faisant preuve d'initiative, et répondant ainsi à l'attente du public qui aime les successions rapides de scènes comiques et tragiques (cf Howe).
En 1695 la United Company est déchirée par des dissensions entre la direction et les acteurs, et les principaux parmi ceux-ci, mécontents, la quittent pour constituer leur propre compagnie coopérative sous la direction de Betterton, Barry et Bracegirdle. Bracegirdle joue le rôle d'Angelica quand la nouvelle compagnie monte son premier spectacle avec la première de Love For Love (Amour pour amour) de William Congreve, qui est le plus grand succès des années 1690. Congreve a écrit le rôle à la mesure du talent et de la présence scénique de Bracegirdle, comme il le fait à nouveau cinq ans plus tard avec l'un des rôles féminins les plus célèbres du répertoire britannique, Millamant dans The Way of the World (Le Train du monde, 1700).
Bracegirdle participe également à l'implantation de l'opéra en Angleterre. Elle chante notamment des œuvres de Henry Purcell et John Eccles (compositeur) comme le Don Quixote en 1694.
Contrairement à Betterton et à Barry, Bracegirdle se retire de la scène tôt, dès 1706. Elle mène une vie privée discrète, mais la rumeur associe inévitablement son nom à celui de Congreve, qui lui laisse un héritage à sa mort en 1729. Elle est inhumée dans le cloître de l'abbaye de Westminster.